# Urleben
Urleben est une commune allemande de l'arrondissement d'Unstrut-Hainich, Land de Thuringe.

## Géographie
Urleben est composé de deux quartiers : Großurleben et Kleinurleben.

## Histoire
Urleben est mentionné pour la première fois en 786. En 1261, le village devient une propriété de l'abbaye de Beuren. Au XIVe siècle, le village est divisé en deux, Großurleben et Kleinurleben. Lors de la guerre des Paysans allemands, les séditieux d'Urleben s'en prennent au château de Gräfentonna.
Le 20 mai 1974, Großurleben et Kleinurleben fusionnent pour faire une seule commune.

## Source de la traduction
- (de) Cet article est partiellement ou en totalité issu de l’article de Wikipédia en allemand intitulé « Oepfershausen » (voir la liste des auteurs).